# 神田の大イトザクラ
神田の大イトザクラ（しんでんのおおイトザクラ）は、山梨県北杜市の大字松向、神田地区（旧北巨摩郡小淵沢町）に生育しているエドヒガン系のシダレザクラの一本桜の巨木である。
推定の樹齢は400年以上といわれ、1959年（昭和34年）2月9日に山梨県の天然記念物に指定された。例年4月中旬から下旬に開花し、周囲にそびえる南アルプスや八ヶ岳の残雪の山々を背景に咲く景観を撮影する写真愛好家でにぎわう。

## 概要

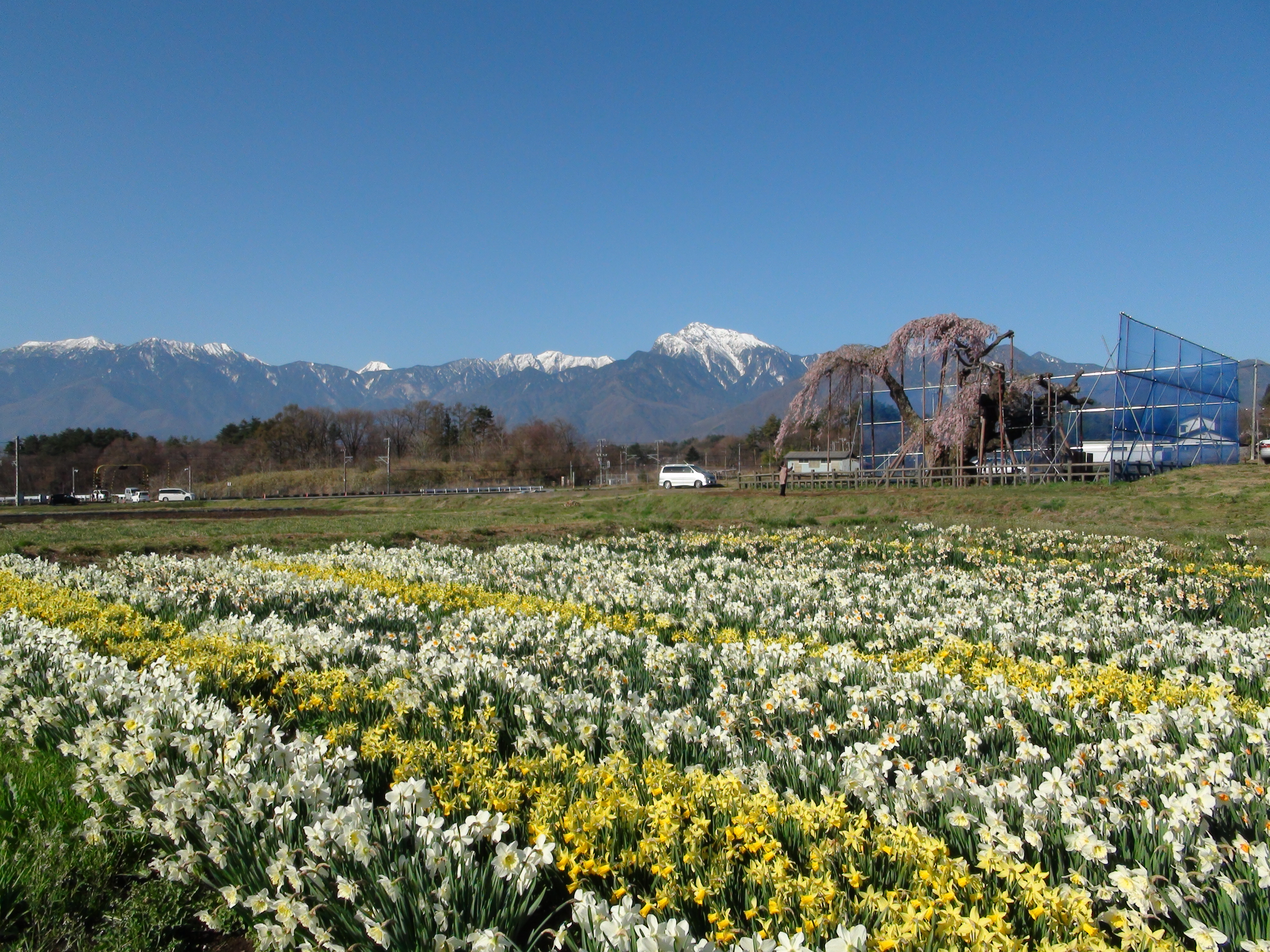
水仙と神田の大イトザクラ。背後の雪山は甲斐駒ケ岳（2012年4月24日撮影）

神田の大イトザクラは、山梨県北西部の八ヶ岳南麓、旧小淵沢町大字松向（しょうこう）神田（しんでん）地区の、標高約820メートル付近の棚田の畦に生育しており、田んぼの真ん中に位置する見晴らしの良い一本桜の名木である。栽培品種のシダレザクラは野生種のエドヒガンが変異して生まれた個体を増殖したものであり、幹囲7.5メートル、樹高9メートル、東西の枝張り20メートル、南北の枝張り20メートルと、枝張りが四方へ傘のように広がり、枝垂れた枝先が下垂した美しい樹形をしている。枝垂れ桜では山梨県内で最も大きなものである:117。
八ヶ岳南麓の標高約1000メートル付近には、名水百選である八ヶ岳南麓高原湧水群（大滝神社の湧水、三分一湧水、八衛門出口など）の湧水帯が東西に連なり、これらの湧水を利用した水田開発が中世以降から旧小淵沢町地区では盛んになり、神田の大イトザクラのある神田（しんでん）地区も、古くからこうした湧水を利用した稲作が行われている。神田の大イトザクラは、かつて神社への供米を作付けしていた神田の畦に、御神木として植えられたものと伝わっており、暦の無かった時代に、この桜の開花は農作業の開始を知らせる指標としての重要な役目も持っていた。また、桜の咲き具合から、その年の農作物の出来も占われ、｢花が一斉に咲く年は豊年なり｣と、神田地区では言い伝えられている:117。
1959年（昭和34年）に山梨県の天然記念物に指定されたが、当時は地元の人間以外にはあまり知られておらず、1975年（昭和50年）に刊行された水上勉の『わが草木記』（光風社書店版）では、巻頭の口絵に神田の大イトザクラが使用されたが、口絵の紹介文には神田の大イトザクラの固有名はなく、山梨県小淵沢町付近とのみ記載されていた。
中央本線の長坂駅－小淵沢駅間の線路から北へ約150メートルに位置しており、開花期には列車の車内からも、サクラを見ることができる。今日では、山梨を代表する桜の一つとして知られ、多くの観光客や写真愛好家が訪れている。

## 樹勢回復にむけた取り組み

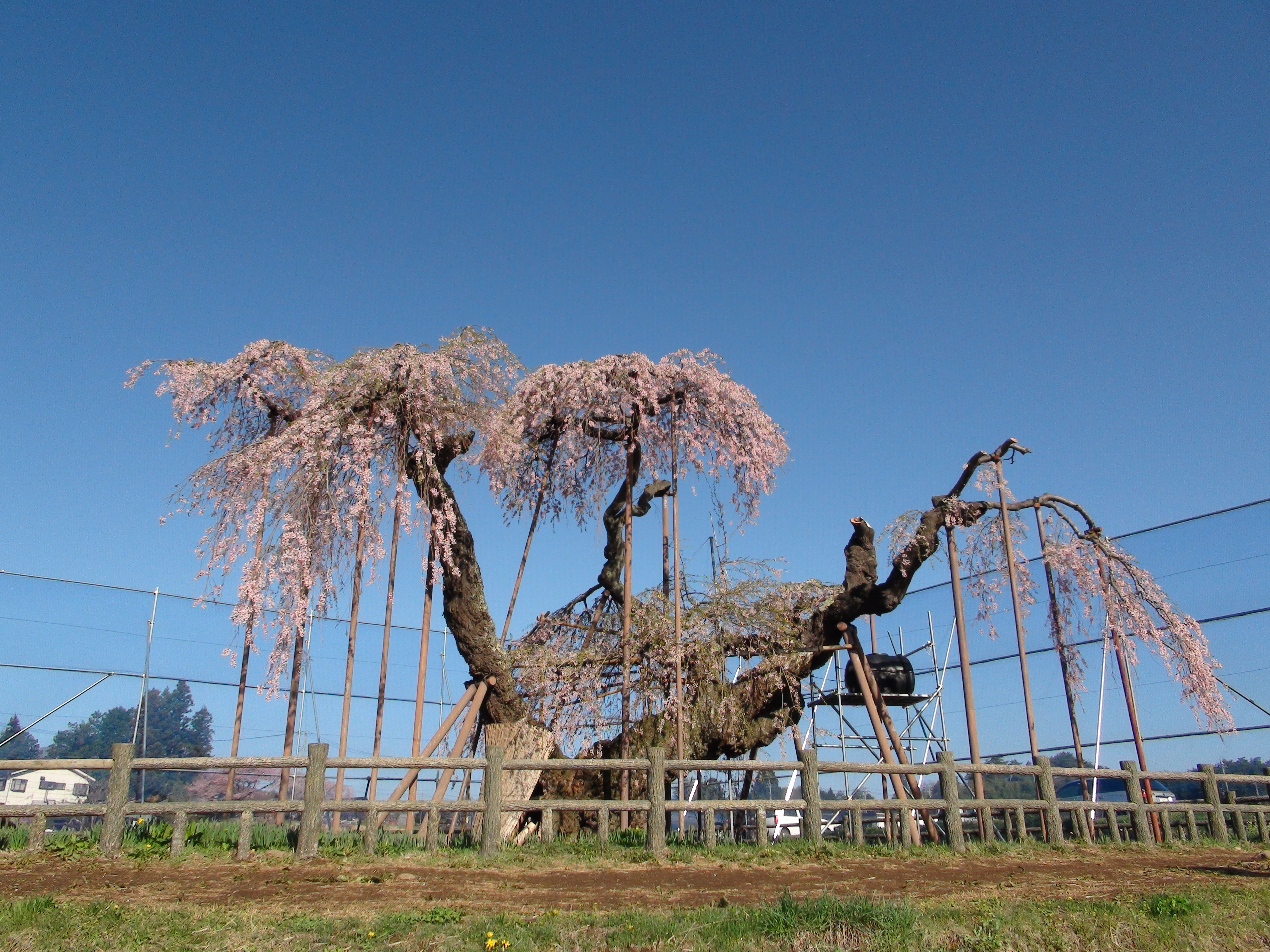
北西方面を望む。風上側となる北面（右側）と西面（左側）に防風ネットが設置されている（2012年4月24日撮影）

神田の大イトザクラは近年、樹勢の衰えが著しく、枯れ枝が目立ち始めており、合併以前の旧小淵沢町時代から、サクラの周囲に柵を設け、根元付近が踏み固められてしまうのを防御するなど、さまざまな対策が行われたが、思うような成果があがらなかった。北杜市合併後の2008年（平成20年）より、北杜市教育委員会による「神田の大糸ザクラ樹勢回復等検討委員会」が発足し、専門家らを交えた本格的な現状の把握、調査等が行われ、2009年（平成21年）より4ヵ年計画で樹勢回復事業が行われている。
樹勢回復事業は土壌改良、不定根誘導の2つが主体となっており、このうち土壌改良は、根の広がる範囲の土壌を8分割し、対角線上の2ヶ所毎を1年毎順次実施されている。不定根誘導とは、幹から生えてくる根を土中に誘導し、木に養分を行き渡らせる処置である。また、2010年（平成22年度）より、サクラの北側と西側に防風ネットが設置された。これは主に冬季に吹きすさぶ八ヶ岳おろしと呼ばれる冷たい強風によって、老樹で衰弱したサクラの花芽や葉が落とされたりするのを防ぐために設けられたもので、2012年現在、年間を通じて設置されている。

## ギャラリー

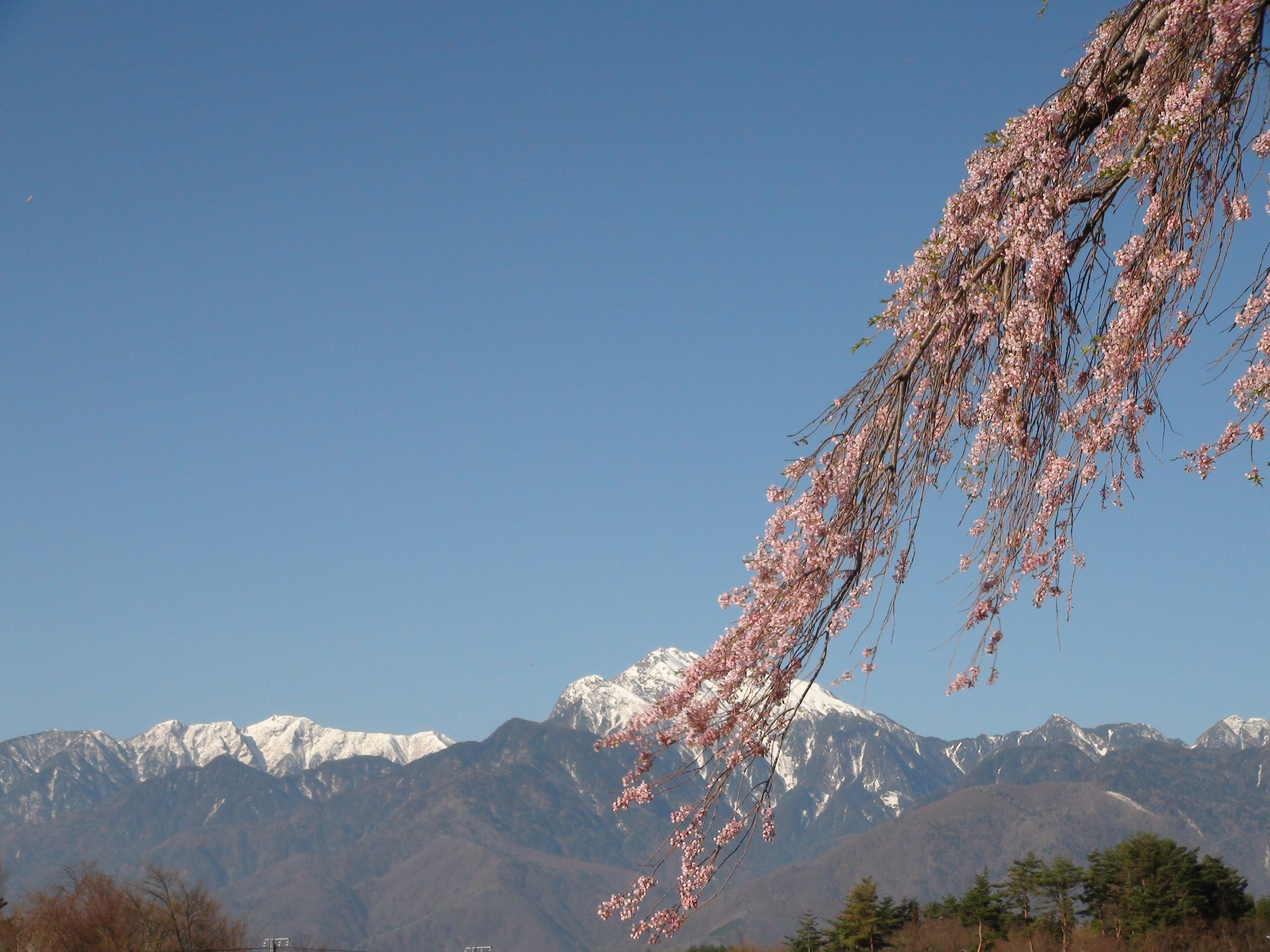
背後は甲斐駒ケ岳
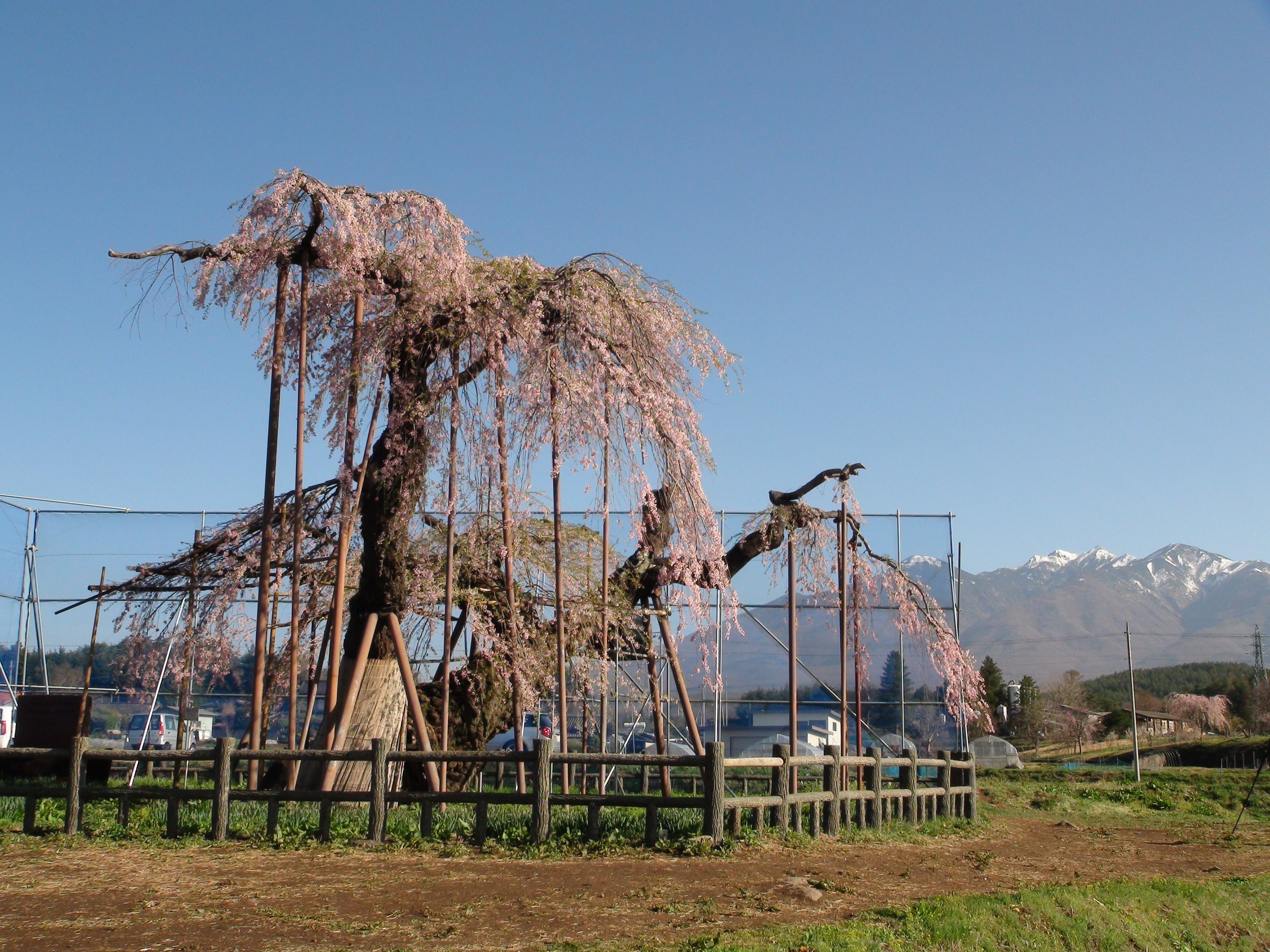
背後は八ヶ岳。防風ネットが設置されている
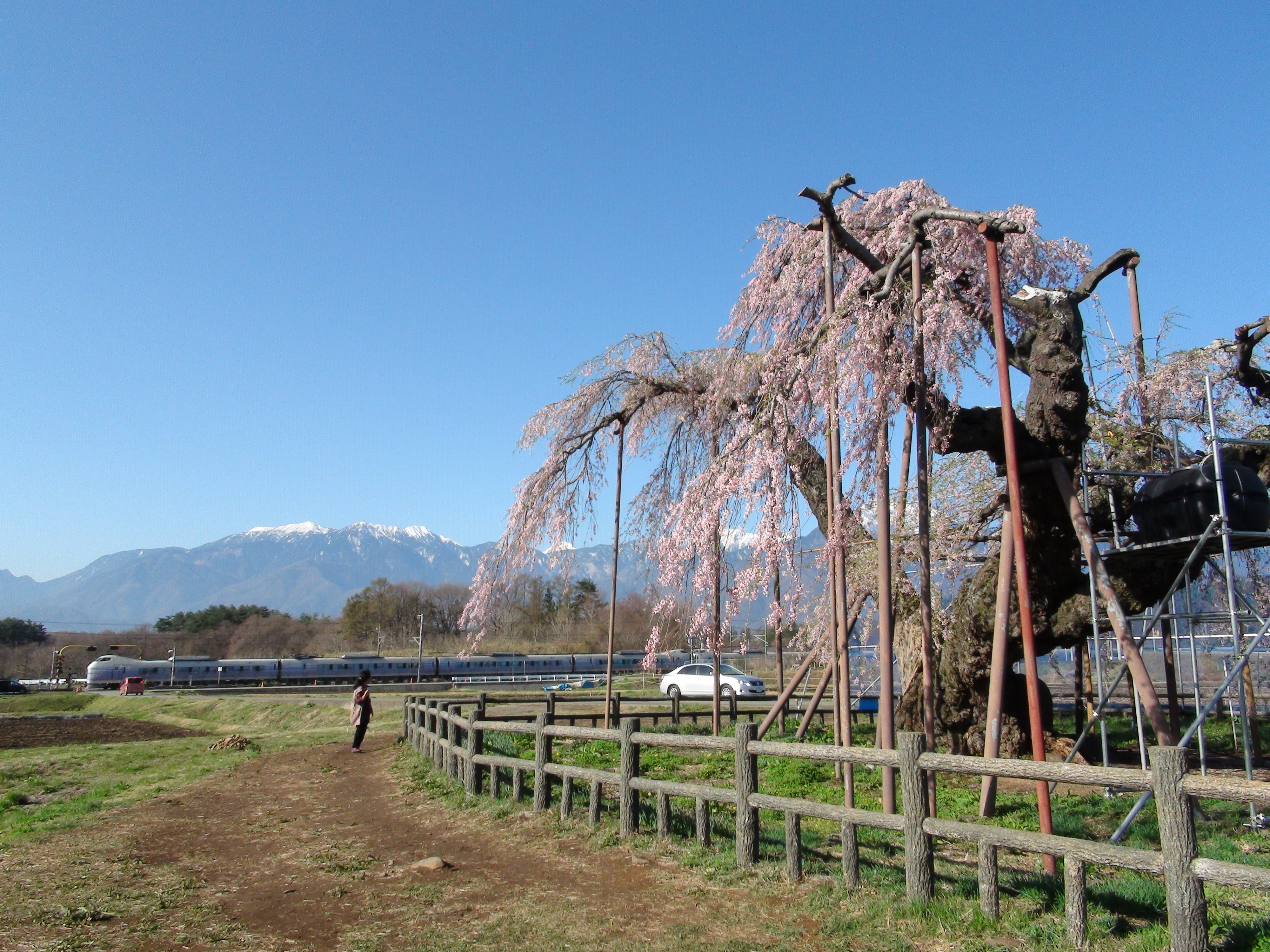
特急あずさ号と神田の大イトザクラ

## 所在地・交通
山梨県北杜市小淵沢町松向2767
鉄道の場合
- JR中央本線・小海線小淵沢駅で下車
  - 北杜市民バス北部巡回線で約10分、「原村」バス停下車後、徒歩10分
  - 北杜市民バス小淵沢巡回線で約12分、「神田北」バス停下車後、徒歩約5分

自動車の場合
- 中央自動車道小淵沢インターチェンジから車で約15分[12]